# Rattus tiomanicus
Rattus tiomanicus este o specie de rozătoare din familia Muridae. Este nocturnă și preponderent arboricolă și este găsită în Malaysia, Thailanda, Indonezia și Filipine. Este o specie comună, iar Uniunea Internațională pentru Conservarea Naturii a clasificat-o drept specie neamenințată cu dispariția.

## Descriere
R. tiomanicus are o lungime a capului plus cea a trunchiului de 140 până la 190 mm, iar a cozii de 150 până la 200 mm. Are o greutate de între 55 și 150 g. Urechile sunt mari și aproape lipsite de păr. Blana este netedă și pleoștită, cu spini scurți intercalați. Blana dorsală este de un brun-oliv grizonat cu perii negri de contur de mărime medie răsfirați, iar partea ventrală este albicioasă. Coada, care are lungimea asemănătoare cu cea a corpului, este de un brun închis uniform. Labele picioarelor sunt largi, iar tălpile au crestături fine adaptate la cățărat. Diferă de Rattus annandalei prin faptul că are o blană netedă cu spini și că are mai puține mamele, iar de Rattus argentiventer prin faptul că are partea ventrală de un alb simplu și că îi lipsește o pată portocalie în fața urechii.

## Răspândire și habitat
R. tiomanicus se găsește în Malaysia, Thailanda, Insula Sumatra, Insula Borneo, Filipine și multe alte insule mai mici. Habitatul său tipic este pădurea primară și secundară, incluzând pădurile de coastă, însă rareori se găsește în păduri cu plante din familia Dipterocarpaceae. De asemenea, această rozătoare este găsită în plantații, zone cu arbuști, pășuni, grădini și zone agricole. Uneori invadează locuințe omenești.

## Comportament
R. tiomanicus este o specie nocturnă. Se cațără bine, petrecându-și o mare parte din timp în copaci, precum și pe sol, în căutare de hrană. Se ascunde în mormane de bușteni, grămezi de frunze de palmier, sub bușteni căzuți și în coroanele palmierilor. Se hrănește cu deopotrivă materie vegetală și animală, fructele arborilor din genul Elaeis făcând parte din alimentația sa.

## Stare de conservare
R. tiomanicus este o specie abundentă, comună și adaptabilă care are un areal foarte larg și abilitatea de a trăi în diferite medii. Se presupune că numărul total de indivizi din această specie este mare și probabil în creștere. Nu au fost identificate amenințări deosebite pentru această specie, dar în unele zone este considerată un dăunător. În interiorul arealului său sunt prezente și câteva arii protejate. Uniunea Internațională pentru Conservarea Naturii a clasificat această specie drept neamenințată cu dispariția.